# Вижунас
Вижунас или Визунас — мифический дракон языческих литовцев.
По их верованиям, душа умершего человека должна была взобраться на высокую гору Анафиелас, чтобы предстать там на суд высшего божества. Так как человек нёс на себе бремя всего богатства, которое он имел при жизни, то чем человек был богаче, тем труднее ему было взойти на гору. Доброму богачу в этом предприятии помогали души его рабов и знакомых, которым он приносил пользу при жизни. В противном случае справедливый Вижунас-дракон отнимал у злой души все её богатства и предавал её воле ветров, которые уносили душу в ад.